# Franziskanerkloster Halberstadt

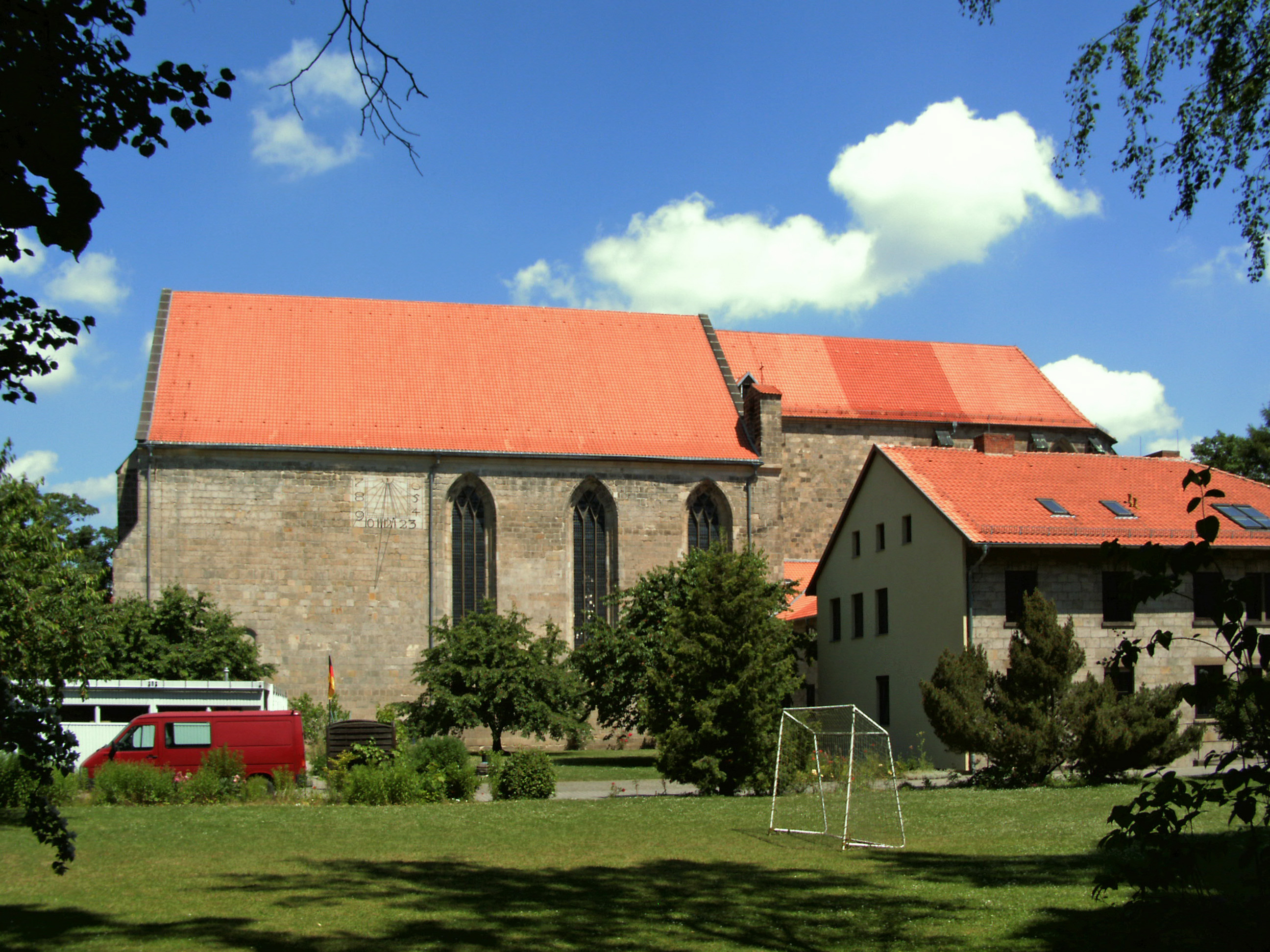
St.-Andreas-Kirche mit Franziskanerkloster (2010)

Das Franziskanerkloster Halberstadt wurde noch zu Lebzeiten des heiligen Franziskus um 1223 gegründet und gehört zu den frühesten Niederlassungen der Franziskaner in Deutschland. Es blieb auch in der Reformation erhalten, wurde aber infolge der Säkularisation 1814 aufgehoben. Im Jahr 1920 kamen die Franziskaner nach Halberstadt zurück; ihr an der Franziskanerstraße gelegenes Kloster gehörte zuletzt zur Deutschen Franziskanerprovinz und wurde 2020 wegen Nachwuchsmangels aufgegeben.

## Geschichte

### 1223 – 1814
Die ersten Brüder des 1210 von Papst Innozenz III. bestätigten Orden der Minderbrüder (Ordo fratrum minorum) kamen 1221 nach Augsburg, 1223 erreichten sie Halberstadt (Bischofssitz von 804 bis 1648) und gründeten eine Niederlassung. Erster Guardian des Klosters, das urkundlich erst 1284 erstmals erwähnt wurde, wurde Bruder Rodeger, ein Vertrauter der heiligen Elisabeth von Thüringen. Zunächst bewohnten die Brüder ein kleines Haus; 1246 schenkte ihnen Graf Heinrich von Reinstein ein größeres Gebäude, 1289 baute der Sohn Heinrichs ein Kloster und die Kirche für die Franziskaner an der bald Bi de Barvoten (‚Bei den Barfüßern‘) genannten Straße; die Bischöfe von Halberstadt schenkten ihnen 1284, 1289 und 1324 weitere Grundstücke. Auch zahlreiche Wohltäter ließen dem Kloster Schenkungen und Stiftungen zukommen, verbunden meist mit einer Mess- oder Altarstiftung. Zum Kloster gehörte ein eigener Kirchhof. Ein Verwandter von Graf Heinrich, Otto von Reinstein, wurde selbst Franziskaner und war von 1279 bis 1282 Provinzial der Saxonia. Mehrfach fand im 13. Jahrhundert das Provinzkapitel der Sächsischen Franziskanerprovinz (Saxonia) im Konvent in Halberstadt statt, der daher eine dafür passende Größe gehabt haben muss. 1274 wurde Halberstadt zum Sitz von einer der 12 Kustodien, in die die Sächsische Ordensprovinz eingeteilt wurde. Später bestand im Kloster auch ein Ordensstudium für den Nachwuchs der Saxonia.
Die gotische Kirche mit dem Patrozinium des heiligen Apostels Andreas wurde als dreischiffige Hallenkirche mit einem dreijochigen Chor mit Fünfachtelschluss erbaut; sie war mit Sandsteinquadern verblendet. Der Stifter, Graf von Reinstein, wurde nach seinem Tod 1314 im Ordenshabit in der Kirche beigesetzt. In Werningerode besaß das Kloster zum Sammeln von gespendeten Lebensmitteln eine Terminei, in der in der Regel ein oder zwei Brüder wohnten und sich örtlich auch in der Seelsorge engagierten. Im 15. Jahrhundert entwickelte sich in Halberstadt, wie auch in anderen Klöstern der Saxonia, eine intensive Verehrung der heiligen Anna. Die Franziskaner betreuten an ihrem Kloster eine Anna-Bruderschaft, für die es am Eingang der Kirche eine eigene Seitenkapelle gab. Auch die Schneiderzunft stiftete 1466 einen Altar in der Kirche. 1541 schloss sich der Konvent der Observanzbewegung an und reformierte sich im Sinne der Martinianischen Konstitutionen, einer gemäßigten Position im Armutsstreit innerhalb des Ordens; der Besitz wurde dabei dem Halberstädter Domkapitel übergeben, das es für die Brüder verwaltete. Die Provinz Saxonia hatte bereits auf ihrem Provinzkapitel, das 1430 in Halberstadt stattfand, beschlossen, die Martinianischen Konstitutionen zu übernehmen.
Das Halberstädter Kloster war das einzige Kloster der Saxonia, das bei den Klosterschließungen infolge der Reformation bestehen blieb. 1547 gab es Angriffe gegen die Franziskaner seitens des Bürgermeisters und des Stadtrates, die das Kloster besetzten und dort ihren Spott trieben. Heinrich Helm, der Provinzial der Saxonia und gleichzeitig Guardian in Halberstadt, wandte sich an Kaiser Karl V., der am 2. Januar 1548 in einem „Pönal-Dekret“ bei schwerer Strafe die Rückgabe von Kirche und Kloster anordnete. Die Franziskaner kehrten zurück, mussten jedoch 1567 auf Anordnung des Domkapitels der protestantischen Johannes-Gemeinde das Kirchenschiff zum Gottesdienst überlassen, 1589 auch den Chor der Kirche.
Von der Saxonia bestanden 1564 nur noch die Konvente in Eger und Halberstadt. Eger wurde 1603 in die Straßburger Provinz inkorporiert. 1589 wandte sich der Guardian von Halberstadt, Petrus von Utrecht, mit der Bitte um Hilfe an das Kloster in Bielefeld, das zur Kölnischen Provinz (Colonia) gehörte. Die Kölnische Provinz stand um diese Zeit infolge der Gegenreformation und Rekatholisierung großer Teile ihres Gebietes gefestigter da. In Halberstadt lebten 1596 noch drei Brüder. Sieben Franziskaner der Colonia aus Bielefeld zogen daher 1616 nach Halberstadt, so dass die Tradition der alten Saxonia nicht unterbrochen wurde, obwohl 1626 das letzte Mitglied der Provinz starb. Es war Pater Johannes Tetteborn, 1603 von Generalminister Franziscus von Toledo als Provinzkommissar der Saxonia eingesetzt und 1616 einziger Franziskaner in Halberstadt. Das Kloster in Halberstadt gehörte auch mit den Brüdern aus der Colonia weiterhin zur Sächsischen Franziskanerprovinz.
Beim Kloster in Halberstadt bestand auch nach der Reformation wieder ein Studienhaus, jetzt für die dogmatisch-theologische Ausbildung des Nachwuchses der Sächsischen Ordensprovinz, das mit den an St. Katharinen ansässigen Dominikanern, den Benediktinern auf der Huysburg und dem Augustinerstift Hamersleben wissenschaftlichen Austausch pflegte. Das Kloster war in dieser Zeit ein Zentrum des geistlichen Lebens und Stützpunkt für die Seelsorger, die von hier aus im Rahmen der Nordischen Mission als Missionarii Saxoniae („Sachsen-Missionare“) die wenigen Katholiken in der Diaspora in Sachsen und Anhalt sowie einige Nonnenklöster betreuten. Es unterhielt in Halberstadt eine Volksschule, und die ärmsten Kinder erhielten im Kloster eine Mahlzeit. Zwischen 1636 und 1682 starben fünf Mitglieder des Konvents bei der Pflege von Pestkranken. Auch bei den Protestanten waren die Franziskaner wegen ihrer Wohltätigkeit beliebt. 1803 gehörten zum Halberstädter Konvent 21 Patres, fünf Fratres, die Theologie studierten, und neun Laienbrüder. Weitere elf Patres, die als Expositi auf Außenposten tätig waren, waren dem Kloster adskribiert.
Zu Beginn des 19. Jahrhunderts wurde das Kloster im Zuge der Säkularisation aufgehoben. Die preußische Regierung führte Anfang 1804 eine peinliche Inventur des Klostervermögens durch, und es begann eine allmähliche Inbesitznahme der Gebäude durch den preußischen Staat und später die Franzosen. König Jérôme ordnete durch Edikt vom 1. Dezember 1810 die Schließung aller Klöster im Königreich Westphalen an, jedoch wurde dieser Befehl für das Kloster im inzwischen wieder preußischen Halberstadt erst 1814 durch die preußische Regierung vollstreckt. Der letzte Guardian des Franziskanerklosters war P. Honoratus Schmitz OFM. So verließen die Franziskaner nach knapp 600 Jahren ihr Kloster in Halberstadt. 
Die dem Franziskanerkloster Halberstadt inkorporierte katholische Pfarrei blieb auch nach der Auflösung des Klosters weiter bestehen, die Klosterkirche St. Andreas blieb als Pfarrkirche erhalten. Bis 1837 war einer der Franziskaner hier Pfarrer (Flavian Ostendorf, bis er 1821 starb, dann Philipp Biermann (* 1772), vorher Kaplan, bis zu seinem Tod am 25. März 1837). Ebenfalls waren einzelne Franziskaner weiterhin an Orten der Umgebung als Seelsorger tätig. Die Klostergebäude nutzte der Staat als protestantische Schule, später als Arbeitshaus. Das Dekanat Halberstadt wurde 1867 gegründet, ihm wurde die Pfarrei angeschlossen.

### 1920 – 2020
1920 ließen sich wieder Franziskaner an St. Andreas in Halberstadt nieder. Im Zweiten Weltkrieg wurden Kloster und Kirche am 8. April 1945 durch einen Bombenangriff zerstört.
Eine planmäßige Enttrümmerung begann erst 1948, sie erfolgte mit großer Eigenleistung der Gemeindemitglieder. 1951 wurden bereits eine Kirche im wiedererrichteten Chor und die Kreuzkapelle eingeweiht. 1952 erfolgte die Grundsteinlegung für das neue Klostergebäude, das u. a. durch 1953 entstandene bedeutende Glasmalereien von Charles Crodel charakterisiert ist.
Mit dem Aufbau des Kirchenschiffs in schlichterer Form begann man 1961, nach anderer Quelle 1981. Im Juni 1982 wurde das Richtfest gefeiert. Die Weihe der wieder aufgebauten Kirche fand am 6. Oktober 1985 durch Bischof Johannes Braun, damals Apostolischer Administrator von Magdeburg, statt.
Neben der St.-Andreas-Kirche wurde 1996 eine Wärmestube für Obdachlose und sozial Schwache in Containerbauweise errichtet, im Januar 2007 ging sie in die Trägerschaft des Deutschen Caritasverbands über.
2006 wurde der Gemeindeverbund Halberstadt – Adersleben – Gröningen gegründet, zu dem von da an die Pfarrei St. Andreas in Halberstadt gehörte. Damals gehörten zur Pfarrei St. Andreas rund 1270 Katholiken.
Am 18. Oktober 2009 entstand aus dem Gemeindeverbund Halberstadt – Adersleben – Gröningen die heutige Pfarrei St. Burchard in Halberstadt, zu der neben der St.-Andreas-Kirche in Halberstadt auch die St.-Katharinen-Kirche in Halberstadt, die St.-Nikolaus-Kirche in Adersleben und die St.-Liborius-Kirche in Gröningen gehören. Die Pfarrei St. Andreas wurde in diesem Zusammenhang aufgelöst.
Beim Provinzkapitel der Deutschen Franziskanerprovinz im März 2019 wurde entschieden, dass der Konvent in Halberstadt zu den Klöstern gehört, die wegen des Nachwuchsmangels der Ordensprovinz zeitnah aufgelöst werden sollten. Am 12. Juli 2020 wurden die drei letzten Franziskaner aus Halberstadt verabschiedet. Sie widmeten sich zuletzt der Pfarrseelsorge, Exerzitienarbeit und dem Ordo Franciscanus Saecularis.